# Chetia
Chetia és un gènere de peixos de la família dels cíclids i de l'ordre dels perciformes endèmic de l'Àfrica oriental.

## Taxonomia
- Chetia brevicauda (Bills & Weyl, 2002)[3]
- Chetia brevis (Jubb, 1968)
- Chetia flaviventris (Trewavas, 1961)
- Chetia gracilis (Greenwood, 1984)[4]
- Chetia mola (Balon & Stewart, 1983)
- Chetia welwitschi (Boulenger, 1898)[5][6][7]